# Matteo di Giovanni

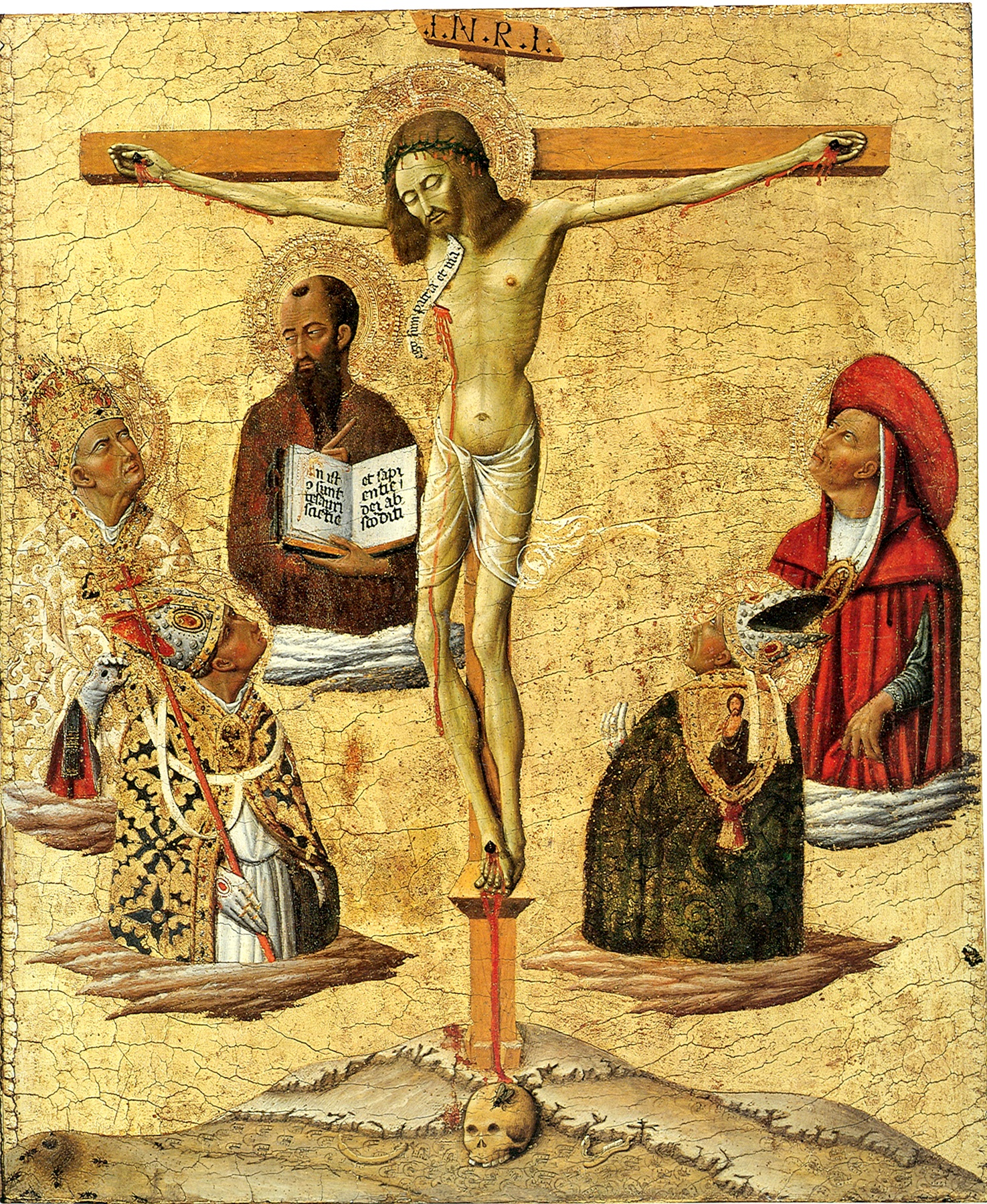
Crucifixión mística de Matteo di Giovanni, Museo de Arte de la Universidad de Princeton, 1450.

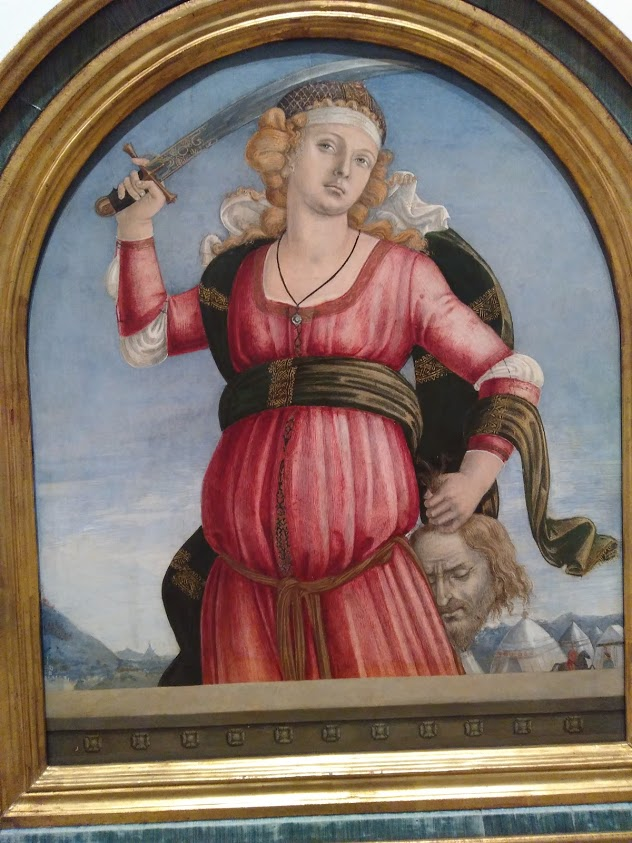
Judith con la cabeza de Holofernes, pintada entre c.1490 y c.1495 (Museo de Arte Eskenazi).

Matteo di Giovanni (c. 1430-1495) fue un artista renacentista italiano de la escuela de Siena.

## Biografía
Matteo di Giovanni di Bartolo nació en Borgo Sansepolcro alrededor de 1430. Su familia se trasladó a Siena y está firmemente asociado con el arte de esa ciudad. Matteo se casó dos veces: primero en 1463 con una mujer noble adinerada y, después de su muerte, con una viuda rica, quien hizo posible que Matteo comprara bienes raíces y de quien engendró muchos hijos.
La documentación sobre las primeras fases de la vida y carrera de Matteo como artista es escasa y no se registra nada sobre su aprendizaje. Dejando las conjeturas, se podría imaginarlo como formado en el taller del escultor y pintor Lorenzo di Pietro, más conocido como Vecchietta, pero claramente fue influenciado por Stefano di Giovanni, llamado Sassetta y Domenico di Bartolo. El miniaturista Girolamo da Cremona y el pintor florentino Antonio del Pollaiuolo también parecían haber contribuido al estilo distintivo de Matteo. En 1452, Matteo se asoció con el pintor Giovanni di Pietro, y las dos viviendas compartidas en el barrio de San Salvatore de Siena en 1453. El hecho de que Matteo, en este momento, haya pintado y dorado una escultura del arcángel Gabriel por el célebre escultor sienés Jacopo della Quercia es un recordatorio del tipo de tareas realizadas por un artista en el siglo XV. Matteo y Giovanni también colaboraron en el adorno de las contraventanas de órganos en la Catedral de Siena y en la decoración de la Capilla de San Bernardino en esa catedral.
Que Matteo había logrado establecer una reputación artística lo demuestra su selección como uno de los cuatro pintores sieneses que iban a amueblar los retablos de las capillas de la catedral de Pienza erigidas como parte de la renovación urbana de la ciudad. Para este prestigioso encargo, Matteo pintó tres retablos. Estas pinturas, que datan de los años 1460-62, ofrecen un punto seguro desde el cual evaluar el estilo temprano de Matteo y reconstruir su desarrollo como artista.
Las tres pinturas en Pienza también ayudan a explicar la siguiente fase de su estilo. El primero de estos retablos, una gran Virgen y Santos firmada como «Opus Matthei Johannis De Senis» representa a la Virgen entronizada rodeada de los Santos. Catherine, Matthew, Bartholomew y Lucy. Los tipos de composición y figura recuerdan a los que se encuentran en las pinturas de Sano di Pietro, mientras que las cortinas recuerdan el trabajo de Vecchietta y el tipo de Santa Catalina se deriva de Domenico di Bartolo. Sobre este panel, en una luneta, hay una escena de Flagelación de Cristo, que, con su acción violenta, cuerpos retorcidos pero anatómicamente correctos y plasticidad volumétrica, muestra una familiaridad con el dibujo progresivo florentino de Pollaiuolo.
La obra del período medio de Matteo incluye un retablo de 1477 para el oratorio de Santa Maria delle Nevi en Siena; el retablo de Santa Bárbara, fechado en 1478-79 para la Iglesia de San Domenico, Siena; y lo que se considera la obra maestra de Matteo di Giovanni, La masacre de los inocentes, que está firmada y fechada en 1482.
Durante su período de madurez, Matteo comenzó a pintar escenas de paisajes idílicos y naturalistas empleando colores delicados y líricos derivados de la escuela de pintura de Umbría. La marca de eclecticismo de Matteo tendió a evolucionar a partir del gusto y la tradición local. Por esta razón, no es sorprendente encontrarlo produciendo paneles delicados y dulces de la Virgen y el Niño, como el panel de la Colección Kress ahora en el Museo de Arte de Columbia, que representa a la Virgen y el Niño con los Santos Sebastián y Catalina de Sien, casi al mismo tiempo que estaba pintando a Judith con la cabeza de Holofernes (hacia 1490) ahora en el Museo de Arte de la Universidad de Indiana y La masacre de los inocentes.
Matteo di Giovanni murió en Siena en 1495. Se le atribuye la enseñanza de Guidoccio Cozzarelli (1450-1516/17) de Siena, pintor de retablos y miniaturista.